# Cycle du mercure
Le cycle du mercure est un cycle biogéochimique impliquant le mercure. Le mercure est connu pour être le seul métal lourd liquide à température ambiante. C'est un métal volatil qui s'évapore facilement dans l'atmosphère.

## Description du cycle
La plupart du mercure à l'état naturel est contenu dans le cinabre sous forme de HgS. Les ions mercure (Hg2+) sont très intimement liés aux sulfures, mais l'action du climat fait que le mercure est peu à peu relâché dans l'environnement.
Il existe également des traces de mercure dans le charbon.
L'extraction du mercure et la combustion du charbon participent au relargage du mercure dans l'environnement. Les volcans et les feux de forêt sont également des sources de mercure. Les activités humaines ont doublé la quantité de mercure (non lié) dans l'environnement.
Les usines de production de chlore par électrolyse, parmi d'autres sources, relâchent du mercure dans l'atmosphère. Ce mercure se redépose sur le sol et dans les eaux. Le mercure inorganique peut être transformé par des bactéries en cations organométalliques plus connus sous le nom de méthylmercure, CH3Hg+ qui est bioaccumulé par les poissons. Lentement, le mercure se recombine avec les ions sulfures et est enfoui dans les sédiments. Là, le cycle se répète.